# リチア・アルバネーゼ

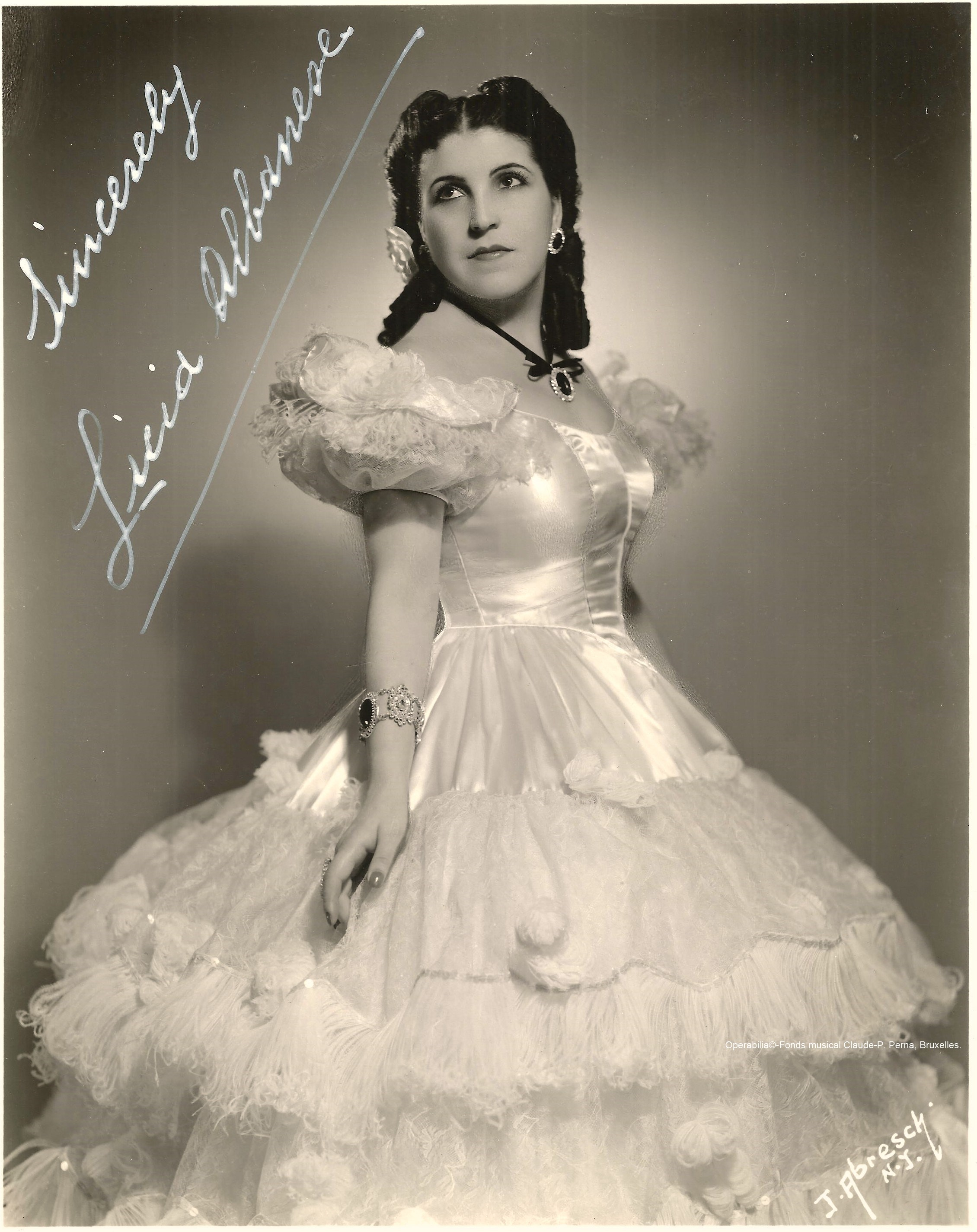
『椿姫』のヴィオレッタ（1950年代初期）

リチア・アルバネーゼ（Licia Albanese、1909年7月22日 - 2014年8月15日）は、イタリア出身のソプラノ歌手。
バーリの生まれ。地元でエマヌエーレ・デ・ローザ、ミラノでジュゼッピーナ・バルダザーレ＝テデスキに師事し、1934年にミラノのリリコ劇場でプッチーニの《蝶々夫人》を歌ってデビューを飾った。1937年にはコヴェント・ガーデン王立歌劇場でプッチーニの《トゥーランドット》のリュー役およびヴェルディの《ファルスタッフ》のナンネッタ役で出演する。その翌年にはフィレンツェ五月音楽祭でハイドンの《無人島》に出演した。1940年から1960年までニューヨークのメトロポリタン歌劇場を中心に活躍し、アルトゥーロ・トスカニーニによるオペラ・レコーディングにも参加した。その後は、サンフランシスコ歌劇場などでも歌い、1970年代に第一線を退いた。
1974年にオペラ歌手、作曲家、演出家や演奏家など若手のオペラ関係者を支援するリチア・アルバネーゼ＝プッチーニ財団を立ち上げた。
1995年には、ビル・クリントンアメリカ合衆国大統領からアメリカ国民芸術勲章、2000年にはニューヨーク市からヘンデル・メダルを贈られた。

## 出演オペラ
- 《蝶々夫人》蝶々さん
- 《トゥーランドット》リュー
- 《ファルスタッフ》ナンネッタ
- 《ラ・ボエーム》ミミ[5]
- 《カルメン》ミカエラ[6]
- 《フィガロの結婚》スザンナ[7]、伯爵夫人[8]
- 《ファウスト》マルグリート[9]
- 《道化師》ネッダ[10]
- 《椿姫》ヴィオレッタ[11]
- 《ドン・ジョヴァンニ》ツェルリーナ[12]、ドンナ・アンナ[13]
- 《ドン・パスクァーレ》ノリーナ[14]
- 《ジャンニ・スキッキ》ラウレッタ[15]
- 《マルタ》ハリエット[16]
- 《ホフマン物語》アントニア[17]
- 《スペインの時》コンセプシオン[18]
- 《外套》ジョルジェッタ[19]
- 《マノン》マノン[20]
- 《オテロ》デズデーモナ[21]
- 《マノン・レスコー》マノン[22]
- 《アンドレア・シェニエ》マッダレーナ[23]
- 《修道女アンジェリカ》アンジェリカ[24]
- 《トスカ》トスカ[25]
- 《メフィストーフェレ》マルゲリータ[26]
- 《ウェルテル》シャルロット[27]
- 《つばめ》マグダ[28]
- 《三人の王の愛》フィオーラ[29]
- 《アドリアーナ・ルクヴルール》アドリアーナ[30]

## ディスコグラフィ

### オペラ全曲
- 《ラ・ボエーム》（1938年、HMV）ウンベルト・ベレットーニ指揮ミラノ・スカラ座管弦楽団演奏：ベニャミーノ・ジーリ（ロドルフォ）、アルバネーゼ（ミミ）、アフロ・ポーリ（マルチェッロ）
- 《ラ・ボエーム》（1946年、NBC放送音源）アルトゥーロ・トスカニーニ指揮NBC交響楽団演奏：アルバネーゼ（ミミ）、ジャン・ピアース（ロドルフォ）、フランク・ヴァレンティノ（英語版）（マルチェッロ）、アン・マックナイト（英語版）（ムゼッタ）、ニコラ・モスコーナ（英語版）（コッリーネ）、ジョージ・チェハノフスキー（英語版）（ショナール）、サルヴァトーレ・バッカローニ（イタリア語版）（ブノワ/アルチンドロ）
- 《椿姫》（1946年、NBC放送音源）アルトゥーロ・トスカニーニ指揮NBC交響楽団演奏：アルバネーゼ（ヴィオレッタ）、ジャン・ピアース（アルフレード）、ロバート・メリル（ジョルジョ）
- 《カルメン》（1951年、RCAビクター）フリッツ・ライナー指揮RCAビクター管弦楽団演奏：リーゼ・スティーヴンス（カルメン）、ジャン・ピアース（ドン・ホセ）、アルバネーゼ（ミカエラ）、ロバート・メリル（エスカミーリョ）
- 《マノン・レスコー》（1954年、RCAビクター）イオネル・ペルレア指揮ローマ歌劇場管弦楽団演奏：アルバネーゼ（マノン）、ユッシ・ビョルリング（デ・グリュー）、ロバート・メリル（レスコー）

### オペラ抜粋
- 《蝶々夫人》（1946年、RCAビクター）フリーダー・ヴァイスマン（ドイツ語版）指揮RCAビクター管弦楽団演奏：アルバネーゼ（蝶々さん）、ジェームズ・メルトン（英語版）（ピンカートン）
- 《カルメン》（1946年、RCAビクター）エーリヒ・ラインスドルフ指揮RCAビクター管弦楽団演奏：グラディス・スウォーザウト（英語版）（カルメン）、ラモン・ヴィナイ（ドン・ホセ）、アルバネーゼ（ミカエラ）、ロバート・メリル（エスカミーリョ）
- 《椿姫》（1950年、RCAビクター）ビクトル・トルッコ指揮RCAビクター管弦楽団演奏：アルバネーゼ（ヴィオレッタ）、ジャン・ピアース（アルフレード）、ロバート・メリル（ジョルジョ）
- 《ラ・ボエーム》（1951年、RCAビクター）レナート・チェリーニ指揮RCAビクター管弦楽団演奏：アルバネーゼ（ミミ）、ジュゼッペ・ディ・ステファーノ（ロドルフォ）、レナード・ウォーレン（マルチェッロ）、パトリス・マンセル（英語版）（ムゼッタ）
- 《蝶々夫人》（1956年、RCAビクター）ヴィンチェンツォ・ベレッツァ（イタリア語版）指揮ローマ歌劇場管弦楽団演奏：アルバネーゼ（蝶々さん）、ジャン・ピアース（ピンカートン）、レナート・カペッキ（イタリア語版）（シャープレス）

## 註
1. ↑  伊ソプラノ歌手アルバネーゼさん死去、「蝶々夫人」などで有名 朝日新聞 2014年8月18日
2. ↑  Naxos
3. ↑  La Bohème {344} Metropolitan Opera House: 02/22/1940
4. ↑  Carmen {361} Matinee ed. Metropolitan Opera House: 03/15/1940
5. ↑  Le Nozze di Figaro {58} American Academy of Music, Philadelphia, Pennsylvania: 12/3/1940
6. ↑  Le Nozze di Figaro {160} Metropolitan Opera House: 02/1/1957
7. ↑  Faust {432} Metropolitan Opera House: 01/30/1942
8. ↑  Pagliacci {356} The Island God {1} Metropolitan Opera House: 02/20/1942
9. ↑  La Traviata {248} Matinee Broadcast ed. Metropolitan Opera House: 12/5/1942
10. ↑  War Memorial Opera House, San Francisco, October 27, 1943
11. ↑  War Memorial Opera House, San Francisco, September 30, 1955
12. ↑  War Memorial Opera House, San Francisco, October 29, 1943
13. ↑  Gianni Schicchi {36} Salome {21} Metropolitan Opera House: 01/6/1944
14. ↑  War Memorial Opera House, San Francisco, October 3, 1944
15. ↑  War Memorial Opera House, San Francisco, October 24, 1944
16. ↑  War Memorial Opera House, San Francisco, October 23, 1945
17. ↑  Il Tabarro {12} Don Pasquale {38} Matinee Broadcast ed. Metropolitan Opera House: 01/5/1946
18. ↑  Manon {152} Metropolitan Opera House: 11/12/1947
19. ↑  Otello {94} Metropolitan Opera House: 11/29/1948
20. ↑  Manon Lescaut {72} Metropolitan Opera House: 12/26/1949
21. ↑  War Memorial Opera House, San Francisco, October 6, 1950
22. ↑  War Memorial Opera House, San Francisco, October 20, 1950
23. ↑  Tosca {304} Metropolitan Opera House: 12/20/1952
24. ↑  War Memorial Opera House, San Francisco, September 15, 1953
25. ↑  Opera in Philadelphia - Performance Chronology 1950-1974 (Philadelphia Academy of Music, 11/22/1957)
26. ↑  Opera in Philadelphia - Performance Chronology 1950-1974 (Philadelphia Academy of Music, 2/22/1960)
27. ↑  Opera in Philadelphia - Performance Chronology 1950-1974 (Philadelphia Academy of Music, 11/24/1960)
28. ↑  Adriana Lecouvreur {10} Metropolitan Opera House: 02/23/1963